# Josef Schediwy
Josef Schediwy (* 11. Oktober 1876 in Fünfhaus; † 14. September 1915 in Taschkent) war ein österreichischer Fußballspieler.

## Karriere
Josef Schediwy gehörte zur frühen Generation der österreichischen Fußballer und spielte von 1901 bis 1914 beim heutigen österreichischen Rekordmeister Rapid Wien.
Am 11. Oktober 1903 absolvierte der Stürmer sein erstes von vier Spielen für die österreichische Nationalmannschaft im ewigen Schlager Österreich gegen Ungarn, das damals noch als Städtespiel Wien gegen Budapest ausgetragen wurde. Österreich gewann das Match mit 4:2, wobei Schediwy nach einem sehenswerten Pass von Taurer mit dem Ausgleich zum 1:1 in der 35. Minute bei seinem Debüt auch sein einziges Tor für die Nationalauswahl erzielte. Zu seinem zweiten Einsatz für die österreichische Auswahl kam Schediwy erst beinahe vier Jahre später, am 5. Mai 1907, durch einen Boykott der großen Vereine, die ihre Spieler für diese Begegnung nicht zur Verfügung stellten. Österreich besiegte die Ungarn mit einer Mannschaft, die fast zur Gänze aus Rapidlern bestand, mit 3:1. Noch im selben Jahr, am 3. November 1907, absolvierte Josef Schediwy sein drittes Auswahlspiel, wiederum gegen den Erzkonkurrenten Ungarn, das jedoch diesmal auswärts in Budapest mit 1:4 verloren ging. Seinen letzten Einsatz für die Nationalmannschaft hatte der Stürmer am 1. Juni 1909 bei der 1:8-Niederlage gegen die den Österreichern in allen Belangen drückend überlegene Mannschaft Englands.
Mit den Hütteldorfern, deren Kampfmannschaft sich 1910 wegen totaler Überschuldung des noch jungen Vereins komplett aufgelöst hatte und von Dionys Schönecker durch erst 16- bis 18-jährige Jugendspieler wie Edi Bauer, Rigo Kuthan und Krczal ersetzt werden musste, gewann er in der Premierensaison der österreichischen Fußballmeisterschaft 1911/12 sensationell den ersten Meistertitel für die Grün-Weißen. Schediwy selbst gehörte in dieser Zeit bereits zu den älteren Spielern und kam nur noch selten zum Einsatz. Trotzdem trug er in der Auftaktsaison in drei Spielen noch drei Tore zum Gewinn des ersten Meistertitels für Rapid bei. In der Folgesaison konnte Schediwy mit den Hütteldorfern den Titel erfolgreich verteidigen und kam noch auf zwei Spiele in der Meisterschaft. Im Spieljahr 1913/14 absolvierte er sein letztes Punktespiel für die Rapidler und erreichte mit der Mannschaft punktegleich hinter dem Wiener Associationsfootball-Club den zweiten Platz.
Am 14. September 1915 verstarb Josef Schediwy in russischer Kriegsgefangenschaft in Taschkent.

## Vereine
- SK Rapid Wien

## Erfolge
- 2 × Österreichischer Meister: 1911/12, 1912/13
- 1 × Österreichischer Vizemeister: 1913/14
- 4 Länderspiele und ein Tor für die österreichische Fußballnationalmannschaft von 1903 bis 1909